# Glycosia
Glycosia is een geslacht van kevers uit de familie bladsprietkevers (Scarabaeidae). Het geslacht werd voor het eerst wetenschappelijk beschreven in 1896 door Schoch.

## Soorten
- Glycosia alboguttata Moser, 1908
- Glycosia bakeri Moser, 1921
- Glycosia bhaskarai Krajcik & Jakl, 2005
- Glycosia biplagiata Arrow, 1907
- Glycosia borneensis Sakai, 1995
- Glycosia krajciki Alexis & Delpont, 2000
- Glycosia luctifera (Fairmaire, 1878)
- Glycosia nigra Kometami, 1940
- Glycosia nishiyamai Sakai, 1995
- Glycosia nox Sakai, 1995
- Glycosia palawanica Moser, 1918
- Glycosia puella (Mohnike, 1871)
- Glycosia sakaii Jakl, 2009
- Glycosia sumatrana Jakl, 2009
- Glycosia tricolor (Olivier, 1789)